# Rincón Panal
Rincón Panal är en ort i Mexiko.   Den ligger i kommunen Puente Nacional och delstaten Veracruz, i den sydöstra delen av landet, 260 km öster om huvudstaden Mexico City. Rincón Panal ligger 358 meter över havet och antalet invånare är 222.
Terrängen runt Rincón Panal är kuperad västerut, men österut är den platt. Runt Rincón Panal är det ganska tätbefolkat, med 56 invånare per kvadratkilometer. Närmaste större samhälle är Rinconada, 11,8 km norr om Rincón Panal. Omgivningarna runt Rincón Panal är en mosaik av jordbruksmark och naturlig växtlighet.